# Nordkalifornien

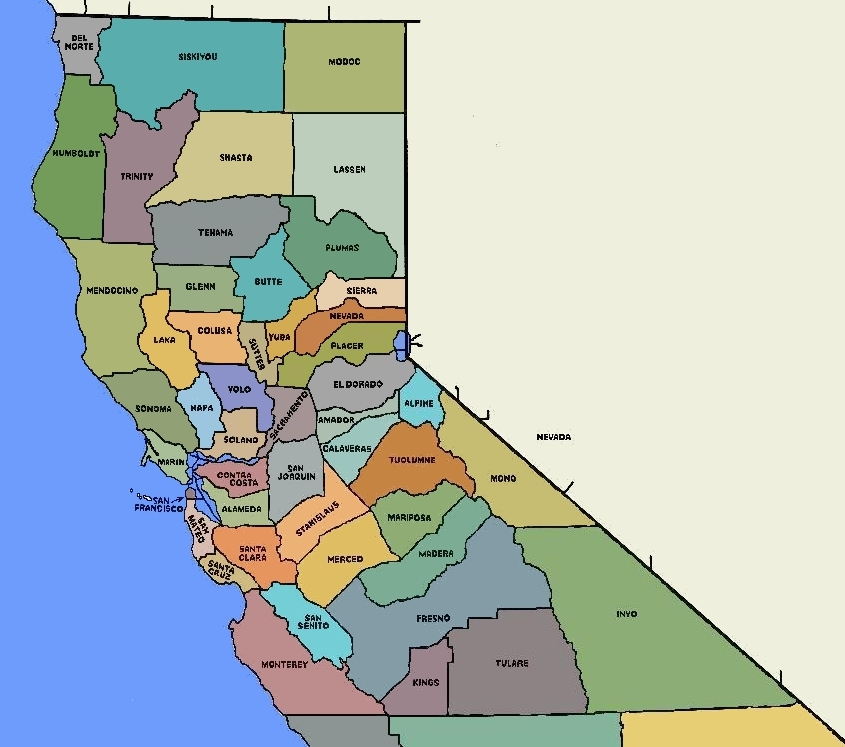
Nordkalifornien

Nordkalifornien (engl. Northern California oder NorCal) ist der nördliche Teil des US-Bundesstaates Kalifornien. Die größten Städte in der Region sind San José, San Francisco, Sacramento und Oakland. Nordkalifornien zeichnet sich durch sein mediterranes Klima und seine, abgesehen von den Metropolregionen, recht dünne Besiedlung aus. Metropolenregionen sind San Francisco Bay und Sacramento, die Hauptstadt Kaliforniens. Ebenfalls stark besiedelt ist das Sonoma County. Dieses grenzt direkt an das wichtigste Weinanbaugebiet der USA, das Napa County.
In Nordkalifornien sind mit der Stanford-Universität und der Universität von Kalifornien in Berkeley zwei der renommiertesten Universitäten der USA ansässig.
Siehe auch: Südkalifornien

## Geographie
Die Nordgrenze von Nordkalifornien verläuft durch die Kaskadenkette, die Klamath Mountains und die Modoc-Hochebene. Im Süden befinden sich das Sacramento Valley und der vom Pazifischen Küstengebirge und dem Sierra-Nevada-Gebirge umschlossene, 560 km lange San Joaquin River. Die Sierra Nevada zählt zu den größten Gebirgen Nordkaliforniens. Östlich des Hochgebirges beginnt die Berglandschaft des Großen Beckens.